# Lophozonia
Lophozonia je rod iz porodice Nothofagaceae. Vrste ovog roda i roda Fuscospora su nakon istraživanja 2013.  ponovno izdvojene iz Nothofagusa vraćene u vlastite rodove.

## Opis
Pripada mu sedam vrsta u Australiji, Novom Zelandu, Čileu i Argentini. Lophozonia ima dvije endemske vrste u Australiji, četiri endemske vrste u južnoj Južnoj Americi (Čile i Argentina) i jednu endemsku vrstu na Novom Zelandu. To su zimzelena stabla, narastu maksimalno do 40 metara visine.
Generička taksonomija Nothofagaceae je revidirana. Predstavljena je nova filogenetska analiza morfoloških obilježja i mapirane karakteristike na nedavno objavljenom filogenetskom stablu dobivenom iz podataka sekvenci DNK. Rezultati ovih i prethodnih analiza snažno podržavaju monofiliju četiri klade Nothofagaceae koje se trenutno tretiraju kao podrodovi Nothofagus. Četiri klade Nothofagaceae su robusne i dobro oslonjene, s dubokim divergencijama stabljike, imaju evolucijsku ekvivalentnost s drugim rodovima Fagales i mogu se opisati morfološkim karakteristikama. Tvrdi se da su ove morfološke i molekularne razlike dovoljne da se četiri klade Nothofagaceae prepoznaju na primarnom rangu roda, te da će ova klasifikacija biti informativnija i učinkovitija od trenutno ograničenog Nothofagusa s četiri podroda.
Nothofagus je opisan tako da uključuje pet vrsta iz južne Južne Amerike, Lophozonia i Trisyngyne su vraćene, a novi rod Fuscospora je opisan. Fuscospora i Lophozonia, sa šest odnosno sedam vrsta, javljaju se na Novom Zelandu, južnoj Južnoj Americi i Australiji. Trisyngyne se sastoji od 25 vrsta iz Nove Kaledonije, Papue Nove Gvineje i Indonezije. U svakom od ovih rodova daju se nove kombinacije prema potrebi.

## Vrste
1. Lophozonia alpina (Poepp. & Endl.) Heenan & Smissen = Nothofagus alpina
2. Lophozonia cunninghamii (Hook.) Heenan & Smissen = Nothofagus cunninghamii
3. Lophozonia glauca (Phil.) Heenan & Smissen = Nothofagus glauca
4. Lophozonia macrocarpa (A.DC.) Heenan & Smissen = Nothofagus macrocarpa
5. Lophozonia menziesii (Hook.f.) Heenan & Smissen = Nothofagus menziesii
6. Lophozonia moorei (F.Muell.) Heenan & Smissen = Nothofagus moorei
7. Lophozonia obliqua (Mirb.) Heenan & Smissen = Nothofagus obliqua